# ابوفور
ابوفور (به لاتین: Abofour) در غنا است که در منطقه آشانتی واقع شده‌است.